# 萨米尔·维尔马
萨米尔·维尔马（Sameer Verma，1994年10月22日—），印度男子羽毛球运动员。其兄沙鲁巴·维尔马同為羽毛球运动员。

## 簡歷
薩米爾·維爾馬來自中央邦達爾（Dhar），父親蘇迪爾·維爾馬（Sudhir Verma）是當地的羽球教練，其兄沙鲁巴·维尔马亦為羽球運動員。
2011年7月，萨米尔·维尔马代表印度参加印度勒克瑙举办的亞洲青年羽毛球錦標賽，在率先進行的混合团体赛中，印度队取得铜牌；而在單打賽事中，萨米尔·维尔马以0比2 （15-21、17-21）不敌赛会2号种子、马来西亚的祖尔法里·祖基菲里，赢得季军。同年10月，他再次参加臺灣桃園举办的世界青年羽毛球錦標賽，在單打賽事中，萨米尔·维尔马以0比2 （19-21、19-21）不敌赛会头号种子、丹麦的维克托·阿萨尔森，赢得季军。
2012年2月，萨米尔·维尔马出戰伊朗羽毛球國際挑戰賽，在决赛中以0比2 （18-21、15-21）不敌赛会3号种子、斯里兰卡的尼卢卡·卡鲁纳拉特纳。同年6月，他入选参加韩国慶尚北道金泉市举办的亞洲青年羽毛球錦標賽，在單打賽事中，萨米尔·维尔马以1比2 （21-13、18-21、9-21）不敌赛会3号种子、日本的桃田賢斗，赢得季军。
2013年11月，萨米尔·维尔马出戰巴林國際挑戰賽，在决赛中以2比1 （19-21、21-14、21-12）击败了赛会6号种子、队友的薩凡卡爾·戴伊，首次贏得国际挑战的男单冠軍。
2015年，萨米尔·维尔马接連贏得巴林國際系列賽、巴林國際挑戰賽及印度國際挑戰賽男子單打冠軍，又在斯里蘭卡國際挑戰賽和孟加拉國際挑戰賽拿得亞軍，世界排名亦在年內達至其個人新高第46位（2015年12月17日）。
2016年11月，萨米尔·维尔马出戰香港羽毛球超級賽，一路从资格赛打进正赛 ；淘汰了日本的上田拓馬以及坂井一將、马来西亚的张维峰。四强中，更是表现顽强以2比0 （21-19、23-22）力克赛会3号种子、丹麦一哥的简·奥·约根森。决赛中，面对拥有主场优势、东道主的伍家朗，双方大战三局以1比2 （14-21、21-10、11-21）不敌对手，值得一提的是这也是他首次打进超级系列赛的四强最好佳绩。
2017年8月，维尔马參加蘇格蘭格拉斯哥舉行的世界羽毛球錦標賽，出戰男子單打項目。他在首圈因西班牙選手巴勃罗·阿维安中途退出晉級，但在第二圈就以0比2（20-22、9-21）不敵16號種子、英格蘭的拉吉夫·欧斯夫出局。
2018年2月，萨米尔·维尔马出戰瑞士羽毛球公開賽，在决赛中以2比0 （21-15、21-13）横扫丹麦好手的简·奥·约根森，赢得开门红。同年3月，他出戰奧爾良羽毛球大師賽，在準决赛中以1比2 （21-18、13-21、12-21）不敌赛会4号种子、荷兰的马克·卡尔尤。

## 主要比賽成績
只列出曾進入準決賽的國際賽事成績：
| 年份   | 賽事                     | 公開賽級別 | 項目     | 成績   |
| ------ | ------------------------ | ---------- | -------- | ------ |
| 2011年 | 亞洲青年羽毛球錦標賽     | 其他       | 混合團體 | 季軍   |
| 2011年 | 亞洲青年羽毛球錦標賽     | 其他       | 男子單打 | 亞軍   |
| 2011年 | 世界青年羽毛球錦標賽     | 其他       | 男子單打 | 季軍   |
| 2012年 | 伊朗羽毛球國際挑戰賽     | 國際挑戰賽 | 男子單打 | 亞軍   |
| 2012年 | 亞洲青年羽毛球錦標賽     | 其他       | 男子單打 | 季軍   |
| 2013年 | 巴林羽毛球國際挑戰賽     | 國際挑戰賽 | 男子單打 | 冠軍   |
| 2015年 | 斯里蘭卡羽毛球國際挑戰賽 | 國際挑戰賽 | 男子單打 | 亞軍   |
| 2015年 | 保加利亞羽毛球國際賽     | 國際挑戰賽 | 男子單打 | 準決賽 |
| 2015年 | 巴林羽毛球國際系列賽     | 國際系列賽 | 男子單打 | 冠軍   |
| 2015年 | 巴林羽毛球國際挑戰賽     | 國際挑戰賽 | 男子單打 | 冠軍   |
| 2015年 | 孟加拉羽毛球國際挑戰賽   | 國際挑戰賽 | 男子單打 | 亞軍   |
| 2015年 | 印度羽毛球國際挑戰賽     | 國際挑戰賽 | 男子單打 | 冠軍   |
| 2016年 | 碧特博格羽毛球黃金大獎賽 | 黃金大獎賽 | 男子單打 | 準決賽 |
| 2016年 | 香港羽毛球超級賽         | 超級賽     | 男子單打 | 亞軍   |
| 2017年 | 印度羽毛球黃金大獎賽     | 黃金大獎賽 | 男子單打 | 冠軍   |
| 2018年 | 瑞士羽毛球公開賽         | 超級300賽  | 男子單打 | 冠軍   |
| 2018年 | 奧爾良羽毛球大師賽       | 超級100賽  | 男子單打 | 準決賽 |
| 2018年 | 海得拉巴羽毛球公開賽     | 超級100賽  | 男子單打 | 冠軍   |
| 2018年 | 西德·莫迪羽毛球國際賽    | 超級300賽  | 男子單打 | 冠軍   |
| 2018年 | 世界羽聯世界巡迴賽總決賽 | 總決賽     | 男子單打 | 準決賽 |
| 2023年 | 斯洛文尼亞羽毛球公開賽   | 國際挑戰賽 | 男子單打 | 冠軍   |
| 2023年 | 南特羽毛球國際挑戰賽     | 國際挑戰賽 | 男子單打 | 準決賽 |
| 2024年 | 阿塞拜疆羽毛球國際賽     | 國際挑戰賽 | 男子單打 | 亞軍   |

| 2007-2017年 | 首要超級賽 | 超級賽 | 黃金大獎賽 | 大獎賽 | 國際挑戰賽 | 國際系列賽 | 未來系列賽 | 其他 |

| 2018-2026年 | 總決賽 | 超級1000賽 | 超級750賽 | 超級500賽 | 超級300賽 | 超級100賽 | 國際挑戰賽 | 國際系列賽 | 未來系列賽 | 其他 |

### 奧運會和世錦賽參賽紀錄
|          | 2017 | 2018 | 2019 |
| -------- | ---- | ---- | ---- |
| 男子單打 | 32強 | 32強 | 64強 |